# アンナ (隔離児)
アンナ（Anna、1932年3月1日または3月6日-1942年8月6日）は、5歳まで物置に監禁されていたアメリカの少女。広い意味での野生児（人間社会から隔離された環境で育った子ども）に相当する。

## 救出されるまで
アンナは1932年3月1日または3月6日に生まれ、その後しばらくの間、住む場所を転々とすることになった。出生後2週間の時点で祖父の農園に連れてこられたが、アンナは非嫡出子であり、祖父が彼女のことを嫌っていたため、母親の友人の家に移されることになった。その後さらに複数の養育院や乳児院をたらい回しにされ、生後の5ヶ月の時点で最終的に祖父のもとに戻された。しかし、あいかわらず祖父はアンナを嫌っていたためアンナの母親は彼女を部屋に閉じ込めたままにした。ミルクを与えられるだけで、日光にも当たらずほとんど世話はされなかった。また、ときおり兄の虐待の対象にもなっていた。アンナが4歳になる頃に母親はオートミールを食べさせるようにしたが、あいかわらずそれ以外はほぼ放置されていた。
アンナが5歳のときにペンシルベニア州付近の農家の物置に閉じ込められていたところを救出され、1938年2月6日の『ニューヨーク・タイムズ』によって報じられた。

## 回復への努力
救出されたアンナは養育院に引き取られた。救出された直後のアンナは周囲のすべてに無関心で、仰向けにぐったりとベッドに横たわり、視覚や聴覚もほとんど機能していないように思われた。言葉をしゃべったり食べ物を噛んだりすることはできなかった。病気の兆候はみられないが栄養失調であると診断されたが、栄養価の高い食事を与えられたりマッサージされたりといったことが功を奏し、数日後にはある程度体を動かせるようになった。10日後には味覚・視覚が機能していることが確認され、身体能力は少しずつ改善していったが他の面ではあまり回復がみられなかった。
11月11日に養育院を離れ、里親に引き取られる。そのわずか1ヶ月後には、階段を昇り降りしたりドーナツを食べたりできるようになった。救出されてから里親に引き取られる前までにアンナがあまり回復をみせることができなかったのは、養育院の環境が適切でなかったからであると考えられる。アンナの周りには言葉を話せる人が看護婦のほかにはあまりおらず、学習のきっかけとなるような相互干渉が十分得られなかった。それに対し、里親の家ではアンナはつきっきりで面倒を見てもらい、適切な刺激を受けることができた。
翌年の1939年8月30日にアンナは障害児の教育施設に移された。食事や排泄の習慣がほぼ確立され、正常な歩行もできるようになった。また、ある程度言葉を理解できるようになり、短い文章を話せるようにはなったが知的発達は極めて緩慢だった。
アンナは1942年8月6日、レプトスピラ性黄疸により死去した。10歳半で死亡したことになるが、死亡する直前の時点での精神年齢は2歳半程度とされる。

## 解釈
アンナは6歳弱という若い年齢で孤立状態から救出されたにもかかわらず、その後4年経過しても正常なレベルまで回復することはなかった。
アメリカでは、アンナと同時期（1938年11月）にイザベルという似たような境遇の別の少女が救出されているが、この事例ではイザベルは救出後2年間でめざましい回復を遂げた。そのため、アンナは先天的に知的障害があったのではないかとも考えられる。ただし救出直後の養育院での対応が適切でなかったことも原因のひとつと考えられるほか、早くに病死してしまったため仮に長生きしていればもっと著しい回復を見せた可能性もある。